# Boxe aux Jeux méditerranéens de 2022 - Poids moyens hommes
L'épreuve masculine de boxe des poids moyens (-75 kg) des Jeux méditerranéens de 2022 de Oran se déroule au centre EMEC Expositions Palace Hall du 26 juin au 1er juillet 2022.

## Format de la compétition
Comme tous les événements des Jeux méditerranéens, la compétition de boxe consiste en un tournoi à élimination directe. Dans cette catégorie de poids moyens, cet événement va regrouper 15 boxeurs qui sont qualifiés pour la compétition. Un certain nombre de boxeurs (1 dans se cas précis) reçoivent un laissez-passer pour le tour préliminaire et se qualifient directement pour les quarts de finale. Les deux perdants des demi-finales obtiennent chacun une médaille de bronze, sans disputer de match pour la troisième place.
Tous les combats se composent de trois périodes de trois minutes où les boxeurs obtiennent des points pour chaque coup de poing porté à la tête ou sur le haut du corps de leur adversaire. Le boxeur avec le plus de points comptabilisés à la fin des périodes se qualifie. Si un boxeur se retrouve au sol et ne peut pas se lever avant que l'arbitre compte jusqu'à 10, le combat est terminé et l'adversaire est déclaré gagnant.

## Programme
Le programme présenté au 1er juin 2021 est :
|  | Tours préliminaires |  | Quart de finale |  | Demi-finale |  | Finale |

| Sports                               | Sports | Sports | Jour de compétition (juin / juillet) | Jour de compétition (juin / juillet) | Jour de compétition (juin / juillet) | Jour de compétition (juin / juillet) | Jour de compétition (juin / juillet) | Jour de compétition (juin / juillet) | Jour de compétition (juin / juillet) | Jour de compétition (juin / juillet) | Jour de compétition (juin / juillet) | Jour de compétition (juin / juillet) | Jour de compétition (juin / juillet) | Jour de compétition (juin / juillet) | Jour de compétition (juin / juillet) |
| Sports                               | Sports | Sports | 24                                   | 25                                   | 26                                   | 27                                   | 28                                   | 29                                   | 30                                   | 1                                    | 2                                    | 3                                    | 4                                    | 5                                    | 6                                    |
| ------------------------------------ | ------ | ------ | ------------------------------------ | ------------------------------------ | ------------------------------------ | ------------------------------------ | ------------------------------------ | ------------------------------------ | ------------------------------------ | ------------------------------------ | ------------------------------------ | ------------------------------------ | ------------------------------------ | ------------------------------------ | ------------------------------------ |
| Boxe                                 | Boxe   |        |                                      |                                      | 8e                                   |                                      |                                      | ¼                                    | ½                                    | F                                    |                                      |                                      |                                      |                                      |                                      |
|                                      |        |        | 24                                   | 25                                   | 26                                   | 27                                   | 28                                   | 29                                   | 30                                   | 1                                    | 2                                    | 3                                    | 4                                    | 5                                    | 6                                    |
| Jour de compétition (juin / juillet) |        |        |                                      |                                      |                                      |                                      |                                      |                                      |                                      |                                      |                                      |                                      |                                      |                                      |                                      |

## Horaires
Les temps sont donnés selon l'heure locale d’Algérie (UTC)
| Date                      | Temps         | Série               |
| ------------------------- | ------------- | ------------------- |
| Dimanche 26 juin 2022     | 14:45 - 16:31 | Huitièmes de finale |
| Mardi 29 juin 2022        | 20:28 - 21:13 | Quarts de finale    |
| Vendredi 30 juin 2022     | 20:18 - 20:34 | Demi-Finales        |
| Vendredi 1er juillet 2022 | 20:48         | Finale              |

## Médaillés
| Or             | Argent          | Bronze                             |
| Ahmad Ghousoon | Younes Nemouchi | Salvatore Cavallaro Moreno Fendero |

## Résultats

### Phase finale
|  | Demi-finales        | Demi-finales    |                |   | Finale | Finale |
|  |                     |                 |                |   |        |        |
|  |                     |                 |                |   |        |        |
|  |                     |                 |                |   |        |        |
|  | Ahmad Ghousoon      | 3               |                |   |        |        |
|  | Ahmad Ghousoon      | 3               |                |   |        |        |
|  | Moreno Fendero      | 0               |                |   |        |        |
|  | Moreno Fendero      | 0               | Ahmad Ghousoon | 2 |        |        |
|  |                     |                 | Ahmad Ghousoon | 2 |        |        |
|  |                     | Younes Nemouchi | 1              |   |        |        |
|  | Salvatore Cavallaro | Younes Nemouchi | 1              | 1 |        |        |
|  | Salvatore Cavallaro |                 |                | 1 |        |        |
|  | Younes Nemouchi     | 2               |                |   |        |        |
|  | Younes Nemouchi     | 2               |                |   |        |        |

### Premiers tours

#### Première partie
|  | Huitièmes de finale    | Huitièmes de finale    | Huitièmes de finale |  |  | Quarts de finale       | Quarts de finale       | Quarts de finale |   |                     | Demi-finales        | Demi-finales   | Demi-finales |  |  | Finale | Finale | Finale |
|  |                        |                        |                     |  |  |                        |                        |                  |   |                     |                     |                |              |  |  |        |        |        |
|  |                        |                        |                     |  |  |                        |                        |                  |   |                     |                     |                |              |  |  |        |        |        |
|  |                        |                        |                     |  |  | Ahmad Ghousoon         | Ahmad Ghousoon         | 2                |   |                     |                     |                |              |  |  |        |        |        |
|  | Almir Memić            | Almir Memić            | RSC                 |  |  | Almir Memić            | Almir Memić            | 1                |   |                     |                     |                |              |  |  |        |        |        |
|  | Ali Hashem             | Ali Hashem             |                     |  |  |                        |                        |                  |   | Ahmad Ghousoon      | Ahmad Ghousoon      | 3              |              |  |  |        |        |        |
|  | Moreno Fendero         | Moreno Fendero         | 3                   |  |  |                        | Moreno Fendero         | Moreno Fendero   | 0 |                     |                     |                |              |  |  |        |        |        |
|  | Arjon Kajoshi          | Arjon Kajoshi          | 0                   |  |  | Moreno Fendero         | Moreno Fendero         | 3                |   |                     |                     |                |              |  |  |        |        |        |
|  | Asim Dawku             | Asim Dawku             | 0                   |  |  | Aly Abdalla            | Aly Abdalla            | 0                |   |                     |                     |                |              |  |  |        |        |        |
|  | Aly Abdalla            | Aly Abdalla            | 3                   |  |  |                        |                        |                  |   |                     | Ahmad Ghousoon      | Ahmad Ghousoon | 2            |  |  |        |        |        |
|  | Salvatore Cavallaro    | Salvatore Cavallaro    | WO                  |  |  |                        | Younes Nemouchi        | Younes Nemouchi  | 1 |                     |                     |                |              |  |  |        |        |        |
|  | Petar Knežević         | Petar Knežević         |                     |  |  | Salvatore Cavallaro    | Salvatore Cavallaro    | 2                |   |                     |                     |                |              |  |  |        |        |        |
|  | Mohamed Aziz Touati    | Mohamed Aziz Touati    | 0                   |  |  | Zine El Abidine Amroug | Zine El Abidine Amroug | 1                |   |                     |                     |                |              |  |  |        |        |        |
|  | Zine El Abidine Amroug | Zine El Abidine Amroug | 3                   |  |  |                        |                        |                  |   | Salvatore Cavallaro | Salvatore Cavallaro | 1              |              |  |  |        |        |        |
|  | Younes Nemouchi        | Younes Nemouchi        | 3                   |  |  |                        | Younes Nemouchi        | Younes Nemouchi  | 2 |                     |                     |                |              |  |  |        |        |        |
|  | Miguel Cuadrado        | Miguel Cuadrado        | 0                   |  |  | Younes Nemouchi        | Younes Nemouchi        | 3                |   |                     |                     |                |              |  |  |        |        |        |
|  | Leo Cvitanović         | Leo Cvitanović         | 3                   |  |  | Leo Cvitanović         | Leo Cvitanović         | 0                |   |                     |                     |                |              |  |  |        |        |        |
|  | Serhat Güler           | Serhat Güler           | 0                   |  |  |                        |                        |                  |   |                     |                     |                |              |  |  |        |        |        |

## Référence
1. ↑  (en) « Oran 2022 Results », sur results.oran2022.com (consulté le 4 juillet 2022)